# ミシシッピ州の旗
ミシシッピ州の旗（ミシシッピしゅうのはた、The flag of Mississippi）は、アメリカ合衆国・ミシシッピ州の州旗である。現在の旗は中央部分にマグノリアの花をあしらい、その下部にIn God We Trustと書かれている。その他に州が使用しているシンボルとしては、公印と紋章がある。
1894年に制定され2020年まで使用されていた2代目の州旗  には、カントン（州法典では「ユニオン」と呼ばれる）の部分に南軍旗が描かれており、2003年以降、南軍旗を組み込んだ唯一の州旗となっていた。州議会議員は、特にチャールストン教会銃撃事件やジョージ・フロイドの死亡事件を受けて、南軍旗を除去した新しい州旗のデザインを提案してきた。
2020年6月27日、州知事テイト・リーブスは、州議会が州旗の問題を扱う法案を可決した場合、その法案に必ず署名して州法を成立させると述べた。6月28日、州議会は、州旗の問題に関する州法案を可決した。州法案では、ミシシッピ州法典から州旗の規定を廃止すること、法案の発効日から15日以内に公共の建物からの旧州旗の撤去を義務づけること、新しい州旗のデザインを行う委員会を設置すること、新しい州旗には南軍旗を含めず、アメリカ合衆国の国是である"In God We Trust"という文言を入れることが定められている。リーブス州知事は6月30日に法案に署名した。新しい旗は2020年11月3日に住民投票にかけられ、賛成多数で承認された。

## 歴史
州旗のデザインは1861年以降、公式2回に変更されている。1894年に採用され2020年に廃止された2代目の旗が、最も長く使用された。

### 初代の州旗
1861年以前、ミシシッピ州には公式の州旗がなかった。南北戦争開戦間近の1861年1月9日にミシシッピ州がアメリカ合衆国（ユニオン）からの離脱を宣言すると、傍聴席にいた傍聴人が議場のミシシッピ議会議員にボニーブルーの旗を手渡し、独立の証として州都ジャクソンの州会議事堂の上に掲げられた。その夜、ジャクソンの住民はこの旗を掲げて通りを練り歩いた。アイルランド出身の歌手で劇作家のハリー・マッカーシーは、その様子を見て、愛国歌『ボニー・ブルー・フラッグ』を作詞作曲した。この歌は、『ディキシー』に次いで当時のアメリカ連合国で人気のある歌であった。
ミシシッピ州の最初の州旗は別名「マグノリアの旗」として知られる。1861年3月30日から1865年8月22日まで公式の州旗だった。1894年に現在の旗が初めて採用されるまで、この旗は非公式に使用されていた。1861年1月26日、州議会の議員たちは、州の紋章と「適切な旗」をデザインするために任命された特別委員会の報告書を承認した。委員会が推奨した旗は「白地の旗、中央にマグノリアの木、左上隅に青地で中央に白星、旗は赤い縁取りと旗の端に赤いフリンジで仕上げる」であった。時間的制約と「州の防衛のための手段」を調達しなければならないという圧力のため、代議員たちは1861年1月に公式に旗を採択をしなかったが、同年3月に再招集されたときに採択した。南北戦争中は南軍の様々な旗の方が頻繁に掲揚されていたため、マグノリアの旗が広く使用されたり掲揚されたりすることはなかった。南北戦争終結後の1865年にジャクソンで開催されたミシシッピ州憲法制定会議は、1861年の議会で可決された多くの法律や決議を無効にした。無効化された法律の中には、1861年の「ミシシッピ州の紋章と旗を制定する」法律もあり、これ以降1894年まで、ミシシッピ州には公式な州旗がない状態となっていた。

### 2代目の州旗

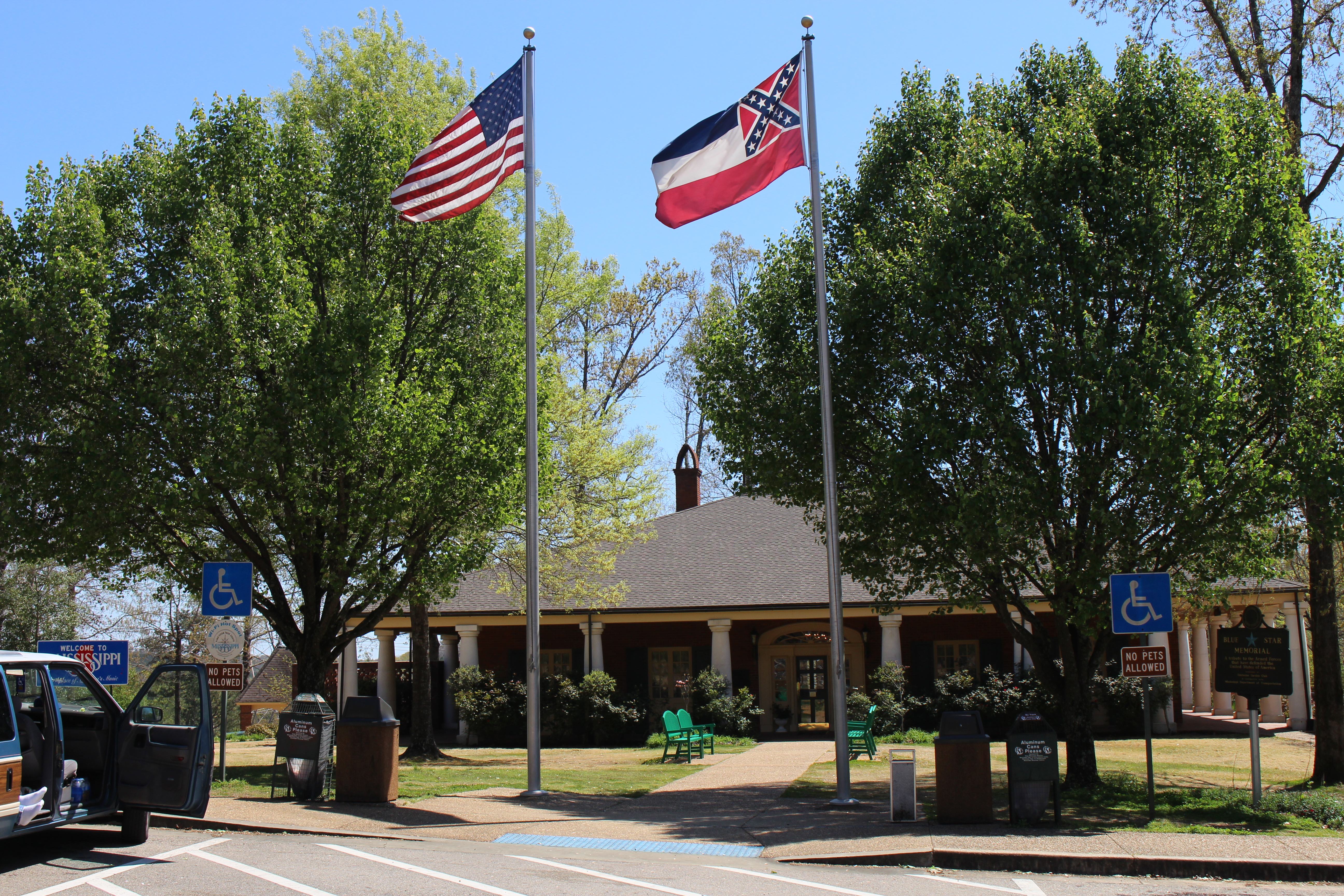
ミシシッピ・ウェルカムセンターに掲揚された2代目のミシシッピ州旗（2016年）。

1894年2月7日、ミシシッピ州立法府は、南北戦争時代のマグノリア旗を、エドワード・N・スカッダー(Edward N. Scudder)がデザインした新しいデザインに変更した。これは、青・白・赤の水平方向の三色旗であり、カントン（州法典では「ユニオン」と呼ばれる）の部分に南軍旗が描かれている。南軍旗は、南北戦争時代の北バージニア州陸軍の戦闘旗であり、この旗は時を経てアメリカ連合国を表すようになった。旗の上の13個の星は正式には「連邦の元の州の数」を表しているが、連邦から離脱した11州に、南軍と連邦の両方の統治機関を持っていたミズーリ州とケンタッキー州を合わせた13州を表していると考えられることもある。
1972年ミシシッピ州法典（Missississippi Code of 1972）のTitle 3, Chapter 3には、この旗について次のように記述されている。
§ 3-3-16. Design of state flag.
The official flag of the State of Mississippi shall have the following design: with width two-thirds (2/3) of its length; with the union (canton) to be square, in width two-thirds (2/3) of the width of the flag; the ground of the union to be red and a broad blue saltire thereon, bordered with white and emblazoned with thirteen (13) mullets or five-pointed stars, corresponding with the number of the original States of the Union; the field to be divided into three (3) bars of equal width, the upper one blue, the center one white, and the lower one, extending the whole length of the flag, red (the national colors); this being the flag adopted by the Mississippi Legislature in the 1894 Special Session.
§3-3-16 州旗のデザイン
ミシシッピ州の公式の旗のデザインは、次の通りとする。幅は長さの3分の2とする。ユニオン（カントン）は正方形とし、その幅は旗の幅の3分の2とする。ユニオンの地は赤とし、その上に幅の広い青のX字型十字を置き、白で縁取り、元の連邦の州の数に対応する13個の五芒星で飾られているものとする。地は同じ幅の3つの部分に分割され、上は青、中央は白、下は旗の全長に渡って赤（ナショナルカラー）である。これは1894年の特別議会でミシシッピ州議会が採択した旗である。
1906年、ミシシッピ州は立法府によって再制定されていない、または新しい法典に盛り込まれていない全ての一般法を廃止した改正法体系を採用した。立法府は1894年の州旗についての言及を不注意から行わなかった。この見落としのため、1906年から2001年までは公式の州旗がない状態となったが、これは誰にも気づかれず、21世紀になってようやく判明した。2000年にミシシッピ州最高裁判所は、1906年の州議会によって1894年の州旗の採用が廃止されていたことを確認した。公式の州旗と考えられていたものは、それまでの94年間は慣習や伝統によってそうなっていたに過ぎなかったことになる。
2003年にジョージア州が新しい州旗を採用して以降、ミシシッピ州旗は南軍の戦闘旗を含む唯一の州旗となった。2001年には、北米旗章学協会(NAVA)が実施した調査で、ミシシッピ州旗はカナダの州旗、アメリカの州旗、アメリカの領土旗の72の旗の中で、デザインの質で22位にランク付けされた。
|                        |                        |                        |
| 州旗 (1894年-1996年) ? | 州旗 (1996年-2001年) ? | 州旗 (2001年-2020年) ? |

## 州旗の変更の提案

### 2019年以前

#### 2001年

2001年に提案された旗

2001年1月、当時のロニー・マスグローブ州知事は独立委員会を任命し、新しい州旗のデザイン案を作成させた。提案された新しい州旗は、カントンの南軍旗を20個の星に置き換えるものだった。外側のリング状の13個の星は当初の13植民地を表し、6個の星のリングは、歴史的にミシシッピ州の領域において主権を持っていた6つの国（集団国家としての様々なネイティブアメリカン諸国、フランス帝国、スペイン帝国、大英帝国、アメリカ合衆国、アメリカ連合国）を表し、内側の少し大きめの星はミシシッピそのものを表している。
2001年4月17日、独立委員会が作成した新しいデザインを採用すべきかどうかを問う、法的拘束力のある州民投票が、ミシシッピ州の有権者を対象に実施された。結果は賛成64%（488,630票）、反対36%（267,812票）となり、1894年の州旗を維持することとなった。

#### 2015年
2015年にサウスカロライナ州チャールストンで発生した教会銃乱射事件では、エマニュエルアフリカンメソジストエピスコパル教会の黒人信者9人が南軍崇拝者で白人至上主義者のディラン・ルーフによって殺害された。これを受けて、南部の各州が公式の場での南軍旗の使用をやめるようになった。これは、ミシシッピ州の州旗に対する批判の高まりにも繋がった。ミシシッピ州の8つ全ての公立大学と、ビロクシなどのいくつかの市・郡は、現在、南軍旗が取り除かれるまで州旗を掲揚することを拒否している。ニュージャージー州、オレゴン州、ペンシルベニア州フィラデルフィアにおける50州の全ての州旗の展示では、ミシシッピ州旗が除去されている。
2015年と2016年に20以上の州旗関連の法案が下院に提出されたが、いずれも委員会を通過しなかった。州旗は「州が認めたヘイトスピーチ」に等しいと主張する2016年の連邦訴訟は、連邦地裁と第5巡回区控訴裁判所の両方で棄却された。連邦最高裁はこの訴訟を審理することを拒否した。

#### ホスピタリティ・フラッグ

ミシシッピ州の新しい州旗として、2014年にローリン・ステニスがデザインし提案した「ホスピタリティ・フラッグ」。

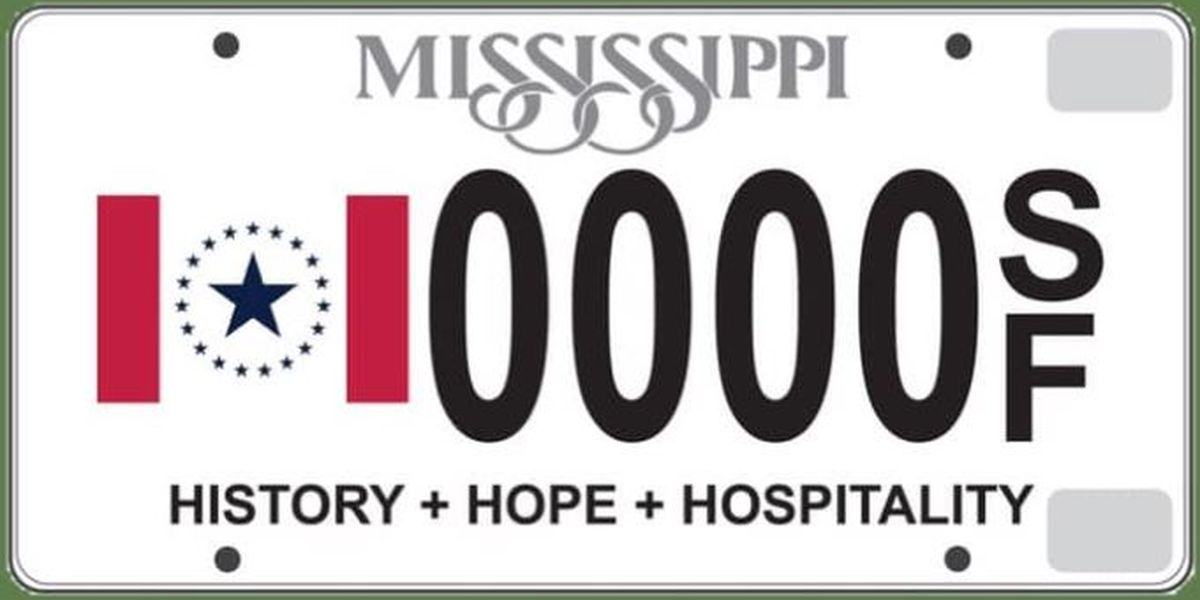
2019年からは、ステニスの旗の提案を宣伝する特別ナンバープレートが購入可能になった。

2014年に元アメリカ上院議員ジョン・C・ステニスの孫娘である地元のアーティスト、ローリン・ステニスが、代替となる州旗のデザインを考案した。彼女の提案は元々は"Declare Mississippi"（ミシシッピ宣言）と呼ばれていた旗で、彼女の名前を取って「ステニス・フラッグ」と呼ばれるようになった。ローリン・ステニスが旗に込めたメッセージは、「自分たちの過去を否定したり美化したりすることなく、自分たちの歴史と希望をより良く捉えられるイメージを作ること」であり、それを"HISTORY + HOPE + HOSPITALITY"（歴史＋希望＋ホスピタリティ）という言葉で表した。2020年6月、ステニスは、自分の姓が旗の名前として使われていることによる潜在的な害を理由に、州旗を変更する運動から距離を置いた。その後、彼女のデザインは「ホスピタリティ・フラッグ」に改称された。
この旗は白地の中央に大きな青色の星が配されており、これはボニー・ブルー・フラッグの色を反転させたものである。その星が、ミシシッピが連邦に加盟した時の州を表す19個の小さな星で囲まれており、これはまた、この地域の先住民が作った人工物からインスピレーションを得た「統一と連続性」を象徴している。中央の白い部分は「信仰と可能性」を表している。両側には垂直の赤いバーが並んでおり、これは「民間人や軍人を問わず、全ての人の自由と正義を追求するために名誉ある命を捧げたミシシッピの人々によって流された血」を表している。ステニスはインタビューで、赤いバーは「ミシシッピに住む人の旗の問題に関する『情熱的な違い』を表している」と述べている。
この旗が提案されて以来、ステニスの旗を正式な州旗にするための多数の法案が立法府に提出されてきたが、今のところどれも可決されていない。2019年4月17日、当時のミシシッピ州知事フィル・ブライアントは新たな特別ナンバープレートを承認する法案に署名した。新しい特別ナンバープレートの1つに、ステニスの旗と"HISTORY + HOPE + HOSPITALITY"というフレーズが書かれたものがある。これは、ステニスの旗のデザインが公式な立場で使用されることについて、州が初めて行った裁可だった。

#### 200周年旗

ミシシッピ州200周年旗

2017年の州設立200周年を記念して、ミシシッピ経済委員会が作成した旗があり、「200周年旗」(bicentennial flag)と呼ばれている。この旗は当時の州旗と同じ青・白・赤の三色旗であり、南軍旗がなく、中央に州の公印が配置されていた。また、公印の左右に"Established 1817"（1817年設立）、"Bicentennial 2017"（2017年200周年）という文言が書かれていた。この文言のない旗は、州旗の代替品として使用されており、州旗に代わる可能性が示唆されている。2020年6月下旬、ミシシッピ州前知事のフィル・ブライアントは、将来の州旗として200周年旗を使用することを提案した。2020年6月30日に州旗が廃止されたことを受けて、この旗が事実上の州旗の代用品として使用されていた。

### 2020年の州旗変更
2020年6月9日、『ミシシッピ・トゥデイ』紙は、議員たちが州旗を変更するための集票と法案の起草を始めたと報じた。この行動は、ジョージ・フロイドの死亡事件の後の数週間に及ぶ全国的な抗議行動を受けてのもので、6月6日にはミシシッピ州知事邸の前でも抗議行動が行われていた。これは、州旗を変更するための実質的な行動としては、2001年の住民投票以来初めてのことである。この法案は、ローリン・ステニスのデザインを新しいミシシッピ州旗として採用するものだった。共和党所属の下院議長フィリップ・ガンの支持を得て、議員たちはこの決議案を支持するよう共和党議員に呼びかけた。ガン下院議長は、30人の共和党員からの支持が確保されれば、45人の民主党議員とあわせて下院の委員会の通過が確実になるとしている。6月10日の報道によると、議員たちは、州旗を変更するための決議案を支持する共和党議員を少なくとも20人確保したと考えているが、それ以上の20人の共和党員は反対しているという。議員たちの目標は、この会期での法案の審議を可能にするための規則の一時停止のために必要な、45人の民主党員とともに、少なくとも40人の共和党員を確保することである。6月11日、上院の民主党議員たちは州旗を変更するための決議案を提出した。6月24日、デルバート・ホセマン州副知事は新しい州旗への支持を表明した。他に、リン・フィッチ司法長官、シャッド・ホワイト州監査官、アンディ・ギプソン農業委員、マイク・チェイニー保険委員も支持を表明した。6月27日に行われた投票では、議員が州旗の問題を扱う法案について議論し投票することができるようにするために、議場の規則が中断された。その時点では、州旗を変更する方法について、現行の州旗を廃止するのか、すぐに別の州旗を採用するのか、コンセンサスが得られていなかった。
また、複数の議員によって、ミシシッピ州の第二の州旗を作るプランが提案された。この旗は、南軍のイメージを含まないデザインで、現在の州旗と一緒に使用されることになる。テイト・リーブス知事は、このプランを分離すれども平等の法原理と比較して、もし実施された場合には「この議論のどちらの側をも満足させるものではない」と述べて、このプランを却下した。

#### 立法手続き
2020年6月27日、ミシシッピ州議会は、州旗に関する問題の審議と採決を行うため、立法府内の規則を停止する決議案を可決した。この決議案は下院が85-34、上院が36-14の賛成票で可決された。
6月28日、立法府は、現行の州旗を廃止し、新たな州旗を策定するための法案を可決した。法案では、ミシシッピ州法典から州旗の規定を廃止すること、法案の発効日から15日以内に公共の建物からの旧州旗の撤去を義務づけること、新しい州旗のデザインを行うための9人からなる委員会を設置すること、2020年11月に州民投票を行うとことが定められている。また、デザイン案には、ジョージア州が2003年に州旗から南軍旗を除去したのと同様に南軍旗を含まないこと、"In God We Trust"というアメリカ合衆国の国是の文言を含めることとしている。この法案は、下院では賛成91、反対23で可決し、上院では賛成37、反対14で可決した。
テイト・リーブス州知事は、州議会で可決された州旗の法案には必ず署名して法律を成立させると表明した。知事のスポークスマンは、「知事はこの歴史的瞬間を急がせたくないのです。一旦……検討する機会があれば、 リーブス知事は近日中に法案に署名するでしょう」と述べた。州議会で法案が可決された後、リーブス知事は2020年6月30日に法案に署名した。